# ハクエイホウ
ハクエイホウは日本の競走馬。日本短波賞やクモハタ記念を勝利し、1969年度の啓衆社賞最良スプリンターを受賞した。
※馬齢は当時の表記（数え年）とする。

## 略歴
1969年2月8日にデビューした。単勝1番人気に応えて8馬身差で勝利した。その後も特別戦とオープン戦をともに1番人気で勝ち、東京優駿（日本ダービー）への出走権をほぼ手中に収めた。それまで3戦の騎手を務めたのは尾形厩舎の保田隆芳だったが、保田はすでに重賞を2勝していたミノルでクラシックに出走することが確定していた。そこでハクエイホウは4走目のオープン競走に野平祐二を騎手として出走したが、1番人気で11着に敗れた。この敗戦が問題視され、クラシック緒戦の皐月賞には挑戦できずに終わった。
東京優駿に出走するハクエイホウの騎手は、骨折の為、東京優駿不出場の皐月賞馬ワイルドモアの主戦騎手であった森安重勝に決まった。
5月25日に行われる第36回東京優駿（日本ダービー）2日前の枠順発表で、ハクエイホウは逃げ馬にとって不利な27番枠となった。一方、同厩舎のライバルであるミノルは馬群に包まれるおそれのある1番枠であった。
東京優駿は、スタート直後に1番人気のタカツバキが騎手の島田功を振り落とす事故が発生した。ハクエイホウは大外の不利を無視するかのようなダッシュ力で先頭を奪うことに成功したが、最後の直線でダイシンボルガードに屈し、僅差の3着に終わった。
次に出走した日本短波賞を1番人気で逃げ切り、初重賞制覇を成し遂げた。菊花賞は9着に終わったが、オープン戦とクモハタ記念を勝ちこの年6勝を挙げた。これらの戦績が評価され、この年の啓衆社賞最良スプリンターに選ばれた。
1970年以降は古馬との対戦となったが、当時は同馬に合った中距離レースが少なく、翌1971年の金杯まで7戦して勝ったのはオープン戦ひとつだけであった。金杯の5か月後のオープン戦で1800メートル1分48秒1という当時のレコードタイムで勝利した後日本経済賞に出走し、3番人気に支持された。
だが、ハクエイホウはこのレースの終盤に故障を発症し、他馬を巻き込み他の騎手（丸目敏栄）に重傷を負わせる大事故の当事者となってしまう。左種子骨靱帯断裂のため、レースの数日後に安楽死処分となった。
尾形藤吉厩舎にはハクエイホウを含めて大きく活躍した馬が同世代に四頭おり、「尾形厩舎四天王」と呼ばれた。

## 血統表
| ハクエイホウの血統（プリンスビオ系 / 5代内アウトブリード） | ハクエイホウの血統（プリンスビオ系 / 5代内アウトブリード） | ハクエイホウの血統（プリンスビオ系 / 5代内アウトブリード） | （血統表の出典）  | （血統表の出典） |
| 父 *セダン Sedan 1955 鹿毛                                 | 父の父Prince Bio 1941 鹿毛                                 | Prince Rose                                                | Rose Prince       | Rose Prince      |
| 父 *セダン Sedan 1955 鹿毛                                 | 父の父Prince Bio 1941 鹿毛                                 | Prince Rose                                                | Indolence         |                  |
| 父 *セダン Sedan 1955 鹿毛                                 | 父の父Prince Bio 1941 鹿毛                                 | Biologie                                                   | Bacteriophage     | Bacteriophage    |
| 父 *セダン Sedan 1955 鹿毛                                 | 父の父Prince Bio 1941 鹿毛                                 | Biologie                                                   | Eponge            |                  |
| 父 *セダン Sedan 1955 鹿毛                                 | 父の母Staffa 1948 鹿毛                                     | Orsenigo                                                   | Oleander          | Oleander         |
| 父 *セダン Sedan 1955 鹿毛                                 | 父の母Staffa 1948 鹿毛                                     | Orsenigo                                                   | Ostana            |                  |
| 父 *セダン Sedan 1955 鹿毛                                 | 父の母Staffa 1948 鹿毛                                     | Signa                                                      | Ortello           | Ortello          |
| 父 *セダン Sedan 1955 鹿毛                                 | 父の母Staffa 1948 鹿毛                                     | Signa                                                      | Superga           |                  |
| 母 ミヨノユキ 1961 芦毛                                    | 母の父*ソロナウェー Solonaway 1946 鹿毛                    | Solferino                                                  | Fairway           | Fairway          |
| 母 ミヨノユキ 1961 芦毛                                    | 母の父*ソロナウェー Solonaway 1946 鹿毛                    | Solferino                                                  | Sol Speranza      |                  |
| 母 ミヨノユキ 1961 芦毛                                    | 母の父*ソロナウェー Solonaway 1946 鹿毛                    | Anyway                                                     | Grand Glacier     | Grand Glacier    |
| 母 ミヨノユキ 1961 芦毛                                    | 母の父*ソロナウェー Solonaway 1946 鹿毛                    | Anyway                                                     | The Widow Murphy  |                  |
| 母 ミヨノユキ 1961 芦毛                                    | 母の母*グレースフルアイヴイ Graceful Ivy 1947 芦毛         | Khosro                                                     | Sir Cosmo         | Sir Cosmo        |
| 母 ミヨノユキ 1961 芦毛                                    | 母の母*グレースフルアイヴイ Graceful Ivy 1947 芦毛         | Khosro                                                     | Straight Sequence |                  |
| 母 ミヨノユキ 1961 芦毛                                    | 母の母*グレースフルアイヴイ Graceful Ivy 1947 芦毛         | Ivy Grey                                                   | Empire Builder    | Empire Builder   |
| 母 ミヨノユキ 1961 芦毛                                    | 母の母*グレースフルアイヴイ Graceful Ivy 1947 芦毛         | Ivy Grey                                                   | Eleni F-No.10-d   |                  |

叔父に1961年の日本ダービー馬ハクシヨウがいる。